# Koumra
Koumra – miasto w południowym Czadzie, na południowy zachód od Sarh, w regionie  Mandoul, departament Mandoul Oriental. Około 40 tys. mieszkańców.
W mieście rozwinął się przemysł bawełniany.